# أعلام الجمهوريات السوفيتية
أُشتقت أعلام جمهوريات الاتحاد السوفيتي جميعها من علم الاتحاد السوفيتي ذي المطرقة والمنجل (☭) الذهبيين (فيما عدا علم الجمهورية الجورجية السوفييتية الاشتراكية ذو المطرقة والمنجل الحمراوين) ونجمة حمراء ذات حدود ذهبية على خلفية حمراء؛

## الاعلام
التصميمات النهائية لأعلام الجمهوريات السوفييتية الاشتراكية بما في ذلك الأعلام المُعاد استخدامها مباشرةً في أعقاب تفكك الاتحاد السوفييتي عام 1991:

علم الجمهورية الروسية السوفيتية الاتحادية الاشتراكية
علم الجمهورية الأوكرانية السوفيتية الاشتراكية
علم جمهورية بيلاروس السوفيتية الاشتراكية
علم الجمهورية الأوزبكية السوفيتية الاشتراكية
علم الجمهورية الكازاخية السوفيتية الاشتراكية
علم الجمهورية الجورجية السوفيتية الاشتراكية
علم الجمهورية الأذرية السوفيتية الاشتراكية
علم الجمهورية الليتوانية السوفيتية الاشتراكية
علم الجمهورية المولدوفية السوفيتية الاشتراكية
علم الجمهورية اللاتفية السوفيتية الاشتراكية
علم الجمهورية القيرغيزية السوفيتية الاشتراكية
علم الجمهورية الطاجيكية السوفيتية الاشتراكية
علم الجمهورية الأرمينية السوفيتية الاشتراكية
علم الجمهورية التركمانية السوفيتية الاشتراكية
علم الجمهورية الإستونية السوفيتية الاشتراكية

بينما كانت التصميمات الأخيرة قبيل تفكك الاتحاد السوفيتي عام 1991 كما يلي:

علم الجمهورية الروسية السوفيتية الاتحادية الاشتراكية
علم الجمهورية الأوكرانية السوفيتية الاشتراكية
علم جمهورية بيلاروس السوفيتية الاشتراكية
علم الجمهورية الأوزبكية السوفيتية الاشتراكية
علم الجمهورية الكازاخية السوفيتية الاشتراكية
علم الجمهورية الجورجية السوفيتية الاشتراكية
علم الجمهورية الأذرية السوفيتية الاشتراكية
علم الجمهورية الليتوانية السوفيتية الاشتراكية
علم الجمهورية المولدوفية السوفيتية الاشتراكية
علم الجمهورية اللاتفية السوفيتية الاشتراكية
علم الجمهورية القيرغيزية السوفيتية الاشتراكية
علم الجمهورية الطاجيكية السوفيتية الاشتراكية
علم الجمهورية الأرمينية السوفيتية الاشتراكية
علم الجمهورية التركمانية السوفيتية الاشتراكية
علم الجمهورية الإستونية السوفيتية الاشتراكية

## أعلام الجمهوريات الأخرى
بخلاف جمهوريات الاتحاد السوفيتي تواجدت كذلك عدة جمهوريات مُستقلّة داخل الكيان السوفيتي، استخدم معظمها أعلام مماثلة أو أعلام مشتقة من أعلام الدول الأُم لهذه الدول المُستقلّة، ولم يتبقّى من تلك الدول المُستخدمة لأعلام الحقبة السوفيتية سوى جمهورية ترانسنيستريا، وهي دولة ذات اعتراف محدود شكّلت جزءًا من الجمهوريتين البيلاروسية والمولدوفية السوفيتيتين الاشتراكيتين حتى عام 1995.
ونادرًا ما استُخدمت أعلام الرسمية للجمهوريات السوفيتية الاشتراكية المُستقلّة، والتي لم تكن أعلام الجمهوريات السوفيتية الاشتراكية التي تتبعها تلك البلاد مع كتابة اسم الجمهورية المُستقلة باللغة أو اللغات الرسمية لتلك الجمهوريات كذلك اللغة الرسميّة للجمهورية الأُم، والأعلام التي ينطبق عليها هذا الوصف غير موجودة ضمن الأعلام التالية:

علم الجمهورية الاشتراكية السوفييتية الأبخازية (1921–31)[ا]
علم بيلاروسيا (2012-الأن)[ب]
علم جمهورية بخارى الشعبية السوفيتية (1920–25)[ج]
علم جمهورية كاريليا الفنلندية السوفيتية الاشتراكية (1940–56)[د]
علم جمهورية خوارزم الشعبية السوفيتية (1920–25)[ه]
علم الجمهورية المولدوفية السوفيتية الاشتراكية المستقلة (1925–40)[و]
علم الجمهورية الطاجيكية السوفيتية الاشتراكية المستقلة (1924–29)[ز]
علم جمهورية ما وراء القوقاز السوفيتية الاشتراكية (1922–36)[ح]
علم ترانسنيستريا (1990/92–الأن)[ط]
علم الجمهورية التركستانية السوفيتية الاشتراكية المستقلة (1918–24)[ي]

## طالع أيضًا
- شعارات الجمهوريات السوفيتية

## وصلات خارجية
- (بالإنجليزية) الخريطة التاريخية لأعلام الجمهوريات السوفيتية